# Autoroute A 630
Die Autoroute A 630 ist eine französische Stadtautobahn, die als Umfahrung von Bordeaux dient. Es handelt sich hierbei um einen Autobahnring um Bordeaux. Seine Gesamtlänge beträgt insgesamt 34,0 km. Im Osten der Stadt fehlen ca. 8 km Autobahn, der Ring wird dort jedoch geschlossen durch die autobahnähnlich ausgebaute Route nationale 230.

## Geschichte
- Juli 1972: Eröffnung der Autobahn

## Großstädte an der Autobahn
- Bordeaux